# Pellafol
Pellafol – miejscowość i gmina we Francji, w regionie Owernia-Rodan-Alpy, w departamencie Isère.
Według danych na rok 1990 gminę zamieszkiwało 149 osób, a gęstość zaludnienia wynosiła 4 osób/km² (wśród 2880 gmin regionu Rodan-Alpy Pellafol plasuje się na 1473. miejscu pod względem liczby ludności, natomiast pod względem powierzchni na miejscu 132.).